# Onthophagus excisus
Onthophagus excisus é uma espécie de inseto do género Onthophagus da família Scarabaeidae da ordem Coleoptera.

## História
Foi descrita cientificamente pela primeira vez no ano de 1856 por Reiche & Saulcy.